# Ruban d'argent du meilleur acteur
Le Ruban d'argent du meilleur acteur (en italien : Nastro d'argento al migliore attore protagonista) est une récompense cinématographique italienne décernée chaque année, depuis 1946 par le Syndicat national des journalistes cinématographiques italiens (en italien : Sindacato Nazionale Giornalisti Cinematografici Italiani, ou SNGCI), lequel décerne également tous les autres Rubans d'argent. Pour le cinéma, c'est le prix le plus ancien en Europe.
Marcello Mastroianni est l'acteur le plus récompensé dans cette catégorie avec sept trophées gagnés. Il est suivi de Vittorio Gassman, Nino Manfredi et Pierfrancesco Favino avec quatre récompenses chacun. 

## Palmarès

### Années 1940
- 1946 - Andrea Checchi - Deux Lettres anonymes
- 1947 - Amedeo Nazzari - Le Bandit
- 1948 - Vittorio De Sica - Les Belles Années
- 1949 - Massimo Girotti - Au nom de la loi

### Années 1950
- 1950 - prix non attribué
- 1951 - Aldo Fabrizi - Sa Majesté monsieur Dupont
- 1952 - Totò - Gendarmes et Voleurs
- 1953 - Renato Rascel - Le Manteau
- 1954 - Nino Taranto - Anni facili
- 1955 - Marcello Mastroianni - Jours d'amour
- 1956 - Alberto Sordi - Le Célibataire
- 1957 - prix non attribué
- 1958 - Marcello Mastroianni - Nuits blanches
- 1959 - Vittorio Gassman - Le Pigeon

### Années 1960
- 1960 - Alberto Sordi - La Grande Guerre
- 1961 - Marcello Mastroianni - La dolce vita
- 1962 - Marcello Mastroianni - Divorce à l'italienne
- 1963 - Vittorio Gassman - Le Fanfaron
- 1964 - Ugo Tognazzi - Le Lit conjugal
- 1965 - Saro Urzì - Séduite et Abandonnée
- 1966 - Nino Manfredi - Questa volta parliamo di uomini
- 1967 - Totò - Des oiseaux, petits et gros
- 1968 - Gian Maria Volonté - À chacun son dû
- 1969 - Ugo Tognazzi - La bambolona

### Années 1970
- 1970 - Nino Manfredi - Les Conspirateurs
- 1971 - Gian Maria Volonté - Enquête sur un citoyen au-dessus de tout soupçon
- 1972 - Riccardo Cucciolla - Sacco et Vanzetti
- 1973 - Giancarlo Giannini - Mimi métallo blessé dans son honneur
- 1974 - Giancarlo Giannini - Film d'amour et d'anarchie (en italien : Film d'amore e d'anarchia)
- 1975 - Vittorio Gassman - Parfum de femme
- 1976 - Michele Placido - La Marche triomphale
- 1977 - Alberto Sordi - Un bourgeois tout petit petit
- 1978 - Nino Manfredi - Au nom du pape roi
- 1979 - Flavio Bucci - Ligabue

### Années 1980
- 1980 - Nino Manfredi - Café express
- 1981 - Vittorio Mezzogiorno - Trois Frères (en italien : Tre fratelli)
- 1982 - Ugo Tognazzi - La Tragédie d'un homme ridicule
- 1983 - Francesco Nuti - Io, Chiara e lo Scuro
- 1984 - Carlo Delle Piane - La Balade inoubliable (en italien : Una gita scolastica)
- 1985 - Michele Placido - Pizza Connection
- 1986 - Marcello Mastroianni - Ginger et Fred
- 1987 - Roberto Benigni - Down by Law
- 1988 - Marcello Mastroianni - Les Yeux noirs
- 1989 - Gian Maria Volonté - L'Œuvre au noir

### Années 1990
- 1990 - Vittorio Gassman - Lo zio indegno
- 1991 - Marcello Mastroianni - Dans la soirée (en italien : Verso sera)
- 1992 - Roberto Benigni - Johnny Stecchino
- 1993 - Diego Abatantuono - Puerto Escondido
- 1994 - Paolo Villaggio - Il segreto del bosco vecchio
- 1995 - Alessandro Haber - La vera vita di Antonio H.
- 1996 - Sergio Castellitto - Marchand de rêves
- 1997 - Leonardo Pieraccioni - Il ciclone
- 1998 - Roberto Benigni - La vie est belle
- 1999 - Giancarlo Giannini - La stanza dello scirocco

### Années 2000
- 2000 - Silvio Orlando - Je préfère le bruit de la mer
- 2001 - Stefano Accorsi - Tableau de famille
- 2002 - Sergio Castellitto - Le Sourire de ma mère
- 2003 
  - Neri Marcorè - Un cœur ailleurs
  - Gigi Proietti - Febbre da cavallo - La mandrakata
- 2004 
  - Alessio Boni, Fabrizio Gifuni, Luigi Lo Cascio, Andrea Tidona - Nos meilleures années
  - Roberto Herlitzka - Buongiorno, notte
- 2005 - Toni Servillo - Les Conséquences de l'amour
- 2006 - Pierfrancesco Favino, Kim Rossi Stuart, Claudio Santamaria - Romanzo criminale
- 2007 - Silvio Orlando - Le Caïman
- 2008 - Toni Servillo - La Fille du lac (en italien : La ragazza del lago)
- 2009 - Toni Servillo - Il divo

### Années 2010
- 2010 : Elio Germano - La nostra vita et Christian De Sica - Il figlio più piccolo
  - Sergio Castellitto - Alza la testa et Questione di punti di vista
  - Valerio Mastandrea - La prima cosa bella et Good morning Aman
  - Riccardo Scamarcio - Le Premier qui l'a dit (en italien : Mine vaganti) et La prima linea
- 2011 : Kim Rossi Stuart - L'Ange du mal (en italien : Vallanzasca - Gli angeli del male)
  - Claudio Bisio et Alessandro Siani - Benvenuti al Sud
  - Raoul Bova - Nessuno mi può giudicare
  - Toni Servillo - Une vie tranquille (en italien : Una vita tranquilla) et L'Empire des Rastelli (en italien : Il gioiellino)
  - Emilio Solfrizzi - Se sei così ti dico sì
- 2012 : Pierfrancesco Favino - A.C.A.B.: All Cops Are Bastards et Piazza Fontana
  - Fabrizio Bentivoglio - Scialla! (Stai sereno)
  - Elio Germano - Magnifica presenza
  - Roberto Herlitzka - Sette opere di misericordia
  - Vinicio Marchioni - Cavalli e Sulla strada di casa
- 2013 : Aniello Arena - Reality
  - Raoul Bova e Marco Giallini - Buongiorno papà
  - Luca Marinelli - Chaque jour que Dieu fait (en italien : Tutti i santi giorni)
  - Valerio Mastandrea - Les Équilibristes (en italien : Gli equilibristi) et Viva la libertà
  - Francesco Scianna - Itaker - Vietato agli italiani
- 2014 : Fabrizio Bentivoglio et Fabrizio Gifuni - Les Opportunistes (en italien : Il capitale umano)
  - Elio Germano - L'ultima ruota del carro
  - Edoardo Leo - Smetto quando voglio, La mossa del pinguino et Ti ricordi di me?
  - Giampaolo Morelli et Alessandro Roja - Song'e Napule
  - Kim Rossi Stuart - Anni felici
- 2015 - Alessandro Gassmann - Il nome del figlio et Nos enfants (en italien : I nostri ragazzi)
  - Pierfrancesco Favino - Senza nessuna pietà
  - Fabrizio Ferracane, Marco Leonardi et Peppino Mazzotta - Les Âmes noires (en italien : Anime nere)
  - Riccardo Scamarcio - Nessuno si salva da solo
  - Luca Zingaretti - Perez.
- 2016: Stefano Accorsi - Veloce come il vento
  - Pierfrancesco Favino - Suburra
  - Elio Germano - Alaska
  - Claudio Santamaria - Lo chiamavano Jeeg Robot
  - Riccardo Scamarcio - La prima luce et Pericle il Nero
- 2017: Renato Carpentieri - La tenerezza
  - Marco Giallini et Alessandro Gassmann - Beata ignoranza
  - Luca Marinelli - Il padre d'Italia
  - Michele Riondino - L'Affranchie (en italien : La Ragazza del mondo)
  - Toni Servillo - Lasciati andare
- 2018 : Marcello Fonte et Edoardo Pesce - Dogman
  - Giuseppe Battiston - Finché c’è prosecco c’è speranza et Après la guerre (en italien : Dopo la guerra)
  - Alessio Boni - La Fille dans le brouillard (en italien : La ragazza nella nebbia) et Respiri
  - Valerio Mastandrea - The Place
  - Toni Servillo - Silvio et les Autres (Loro)
- 2019 : Pierfrancesco Favino - Le Traître (en italien : Il traditore)
  - Alessandro Borghi - Il primo re
  - Andrea Carpenzano - Il campione
  - Marco Giallini et Valerio Mastandrea - Domani è un altro giorno
  - Riccardo Scamarcio - Euforia, Il testimone invisibile, Lo spietato

### Années 2020
- 2020 : Pierfrancesco Favino pour Hammamet[6]
  - Stefano Accorsi et Edoardo Leo pour La dea fortuna
  - Luca Marinelli pour Martin Eden
  - Francesco Di Leva pour Il sindaco del Rione Sanità
  - Kim Rossi Stuart pour Gli anni più belli

- 2021 : Kim Rossi Stuart pour Cosa sarà
  - Pierfrancesco Favino pour Padrenostro
  - Sergio Castellitto pour Il cattivo poeta
  - Alessandro Gassmann pour Non odiare
  - Fabrizio Gifuni pour La Bête (en italien : La belva)

- 2022 : Pierfrancesco Favino pour Nostalgia et Silvio Orlando pour Ariaferma et Il bambino nascosto
  - Andrea Carpenzano pour Calcinculo et Lovely Boy
  - Massimiliano Gallo pour Il silenzio grande
  - Elio Germano pour America Latina
  - Toni Servillo pour Ariaferma et Qui rido io